# Бельвю (корабель)
Бельвю́ (нім. Bellevue) — колісний пароплав і перше пасажирське судно на Тунському озері. Це, ймовірно, найстаріший швейцарський пароплав, від якого зберігся дагеротип.

## Історія

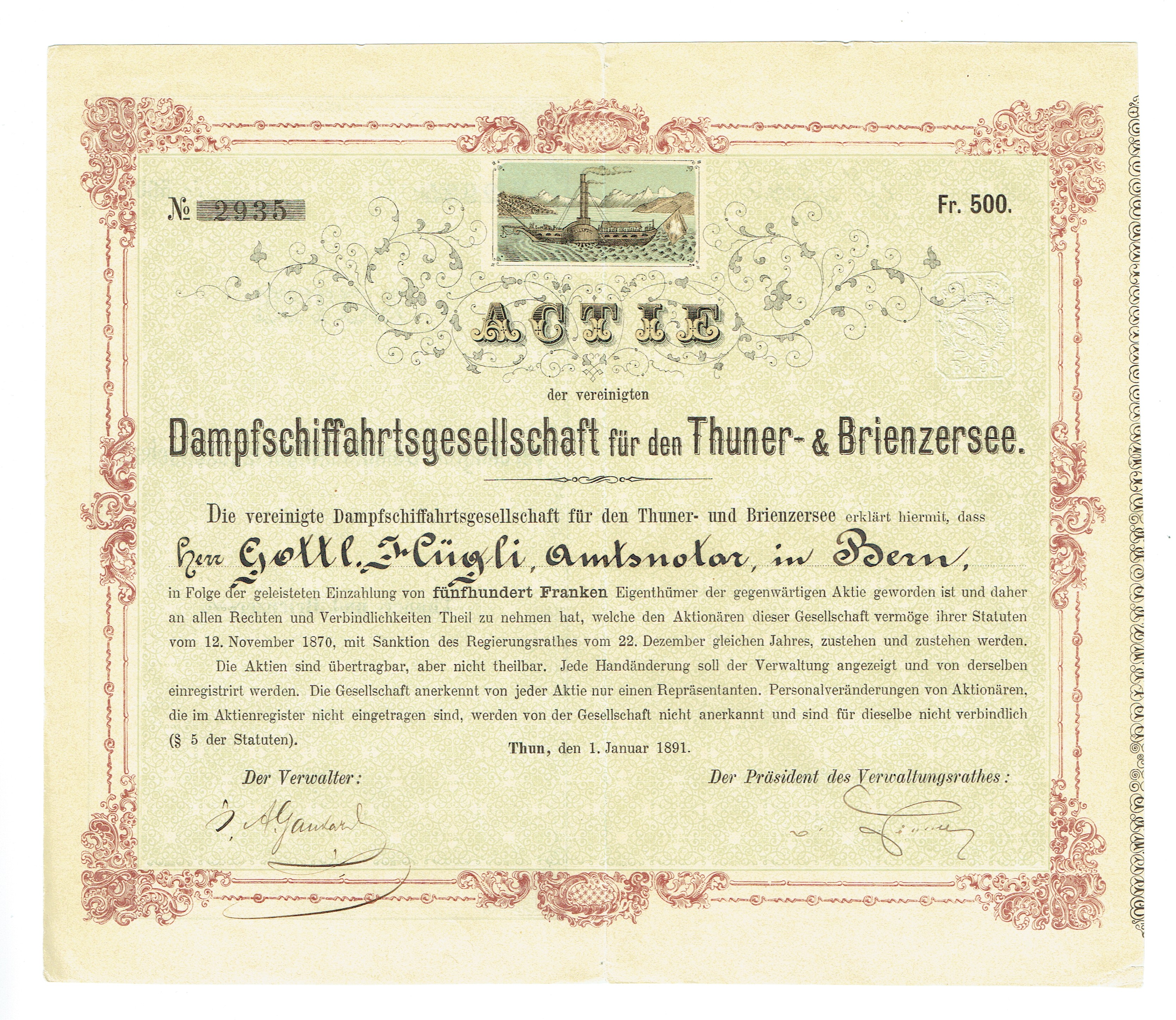
Зображення «Бельвю» на акції Об'єднаного пароплавства для Тунського та Бріенцького озер від 1 січня 1891 року

У 1834 році товариство, засноване братами Кнехтенгофер для створення судноплавного сполучення між Туном та Нойгаузом, замовило у Парижькій машинобудівній фабриці Cavé залізний пароплав. 26 липня 1835 року в Тун-Гофштеттені, де було зібрано судно, відбувся спуск на воду Бельвю, а через п'ять днів — його перший рейс. З 1837 року судно також мало монополію на перевезення пошти.
Після придбання другого судна, Нізен, Бельвю було переведено на Брієнцьке озеро, де з 1843 року воно курсувало під назвою Фаульгорн. У 1847 році старий котел від Cavé було замінено на котел від Escher Wyss.
Взимку 1857-58 років судно в несправному стані повернулося на Тунське озеро, де його відремонтували та використовували як резервне, оскільки на Бріенцькому озері вже курсувала Інтерлакен, а витрата палива старого судна, яке могло розвивати швидкість 19,3 км/год, робила його подальшу експлуатацію економічно невигідною. Однак взимку 1859-60 колишній Бельвю ще раз використовувався на річці Ааре, оскільки не було іншого судна, яке могло б курсувати за тогочасних екстремально низьких рівнів води. Пасажири, однак, скаржилися на некомфортний старий пароплав, тому його подальше використання для пасажирських перевезень стало неможливим.
У 1860 році колишній Бельвю було переобладнано на буксирне судно без котла та машини — їх за 900 франків було продано тунському механіку на прізвище Ешліман. У цій якості 2 квітня 1864 року воно потрапило у сильний шторм. Буксирний караван складався з буксира Нептун, пароплава Гельветія та, в кінці, Фаульгорна. Останній був завантажений сіллю, що перевозилася в бочках та мішках. Вважається, що люки судна не були закриті, і хвилі могли заливати його, через що воно почало швидко тонути.
Коли судна опинилися в небезпеці, з'єднання між Гельветією та Фаульгорном було роз'єднано. Фаульгорн затонув біля Обергофена. Хоча двох матросів та частину вантажу вдалося врятувати, керманич судна, чоловік на прізвище Глаттгард, загинув у цій катастрофі.
Уламки колишнього Бельвю лежать на глибині 120 метрів біля Обергофена. У 1983 році уламки вперше були виявлені за допомогою камер за 250 метрів від вежі замку Обергофен.

## Музейні експонати
Зберігся судновий орган Бельвю, який досі є працездатним і знаходиться в музеї замку Тун, а також дагеротип Жозефа-Філібера Жиро де Пранжі. Ймовірно, він був зроблений у 1847 році і показує судно як Фаульгорн на Бріенцькому озері. Зображення довгий час вважалося втраченим і знову з'явилося у 2002 році: воно знаходилося разом з 60 іншими дагеротипами в колекції, яка у 1950 році перейшла у власність музею Грюєра в Бюлі. Коли цей музей переїжджав у 1978 році, зображення були забуті. Після запиту онука графа Шарля де Сімоні, який колись передав зображення музею Грюєра, були проведені пошуки, і їх знайшли у Фонді Анрі Нефа в Дезале. Знімки знаходилися в невеликій дерев'яній коробці.
Однак зображене судно ще не було ідентифіковано. Після того, як у журналі Geo з'явилася стаття про дагеротипи з Бюля, Марк Бахманн, керівник відділу реклами BLS AG, зайнявся цим зображенням. Після дзеркального відображення Бахманн та його співробітники зрозуміли, що це не зображення Тунського озера, як було зазначено в підписі в Geo, а знімок Бріенцького озера з Фаульгорном.